# Чулков, Фёдор Фёдорович
Фёдор Фёдорович Чулков (5 [17] февраля 1898, Рязань — 21 сентября 1971, Москва) — организатор первой команды «Динамо», трёхкратный чемпион Москвы. По поручению Совета общества «Динамо» сформировал первый состав команды, преимущественно из бывших футболистов клуба КФС. Чемпион СССР 1928, чемпион РСФСР 1927.  Основатель динамовской вратарской школы. Работал в Федерации футбола РСФСР, МГС «Динамо». Один из сильнейших вратарей СССР 1920-х годов.
Участник гражданской и Великой Отечественной войн, кавалер боевых наград.

## Биография
Участник матча сборной Москвы со сборной Турции в 1924 году, участник поездки сборной Москвы во Францию в 1926 году.
За сборную СССР в 1927 году провел 7 неофициальных матчей.
В составе сборной столицы стал чемпионом СССР и победителем Всесоюзной Спартакиады 1928 года.
Закончил играть в 1930 году.
Долгие годы работал в аппарате органов Народного комиссариата внутренних дел СССР, майор.
После выхода на пенсию, в 50-60-е годы активно вел общественную работу (был членом спортивно-технической комиссии) в Федерации футбола РСФСР и в футбольно-хоккейной секции МГС «Динамо».

## Награды
Кавалер ордена Ленина и двух орденов Красного Знамени.